# Vanguard Records
Vanguard Records — лейбл звукозапису, заснований 1950 року в Нью-Йорку. Починав як лейбл академічної музики, проте більше відомий записами фолькових та блюзових артистів 1960-х років.
На цьому лейблі записувались Мадді Вотерс, Бадді Гай, Джуніор Веллс, Отіс Спенн, Джеймс Коттон, Дейв Бернс, Біг Мама Торнтон та ін.